# Berlandsøyna
Berlandsøyna est une île norvégienne dans le comté de Hordaland. Elle appartient administrativement à Kjerrgarden.

## Géographie
Rocheuse et couverte de forêts, elle s'étend sur environ 1,5 km de longueur pour une largeur approximative de 329 m.